# Rolando Mosca Moschini

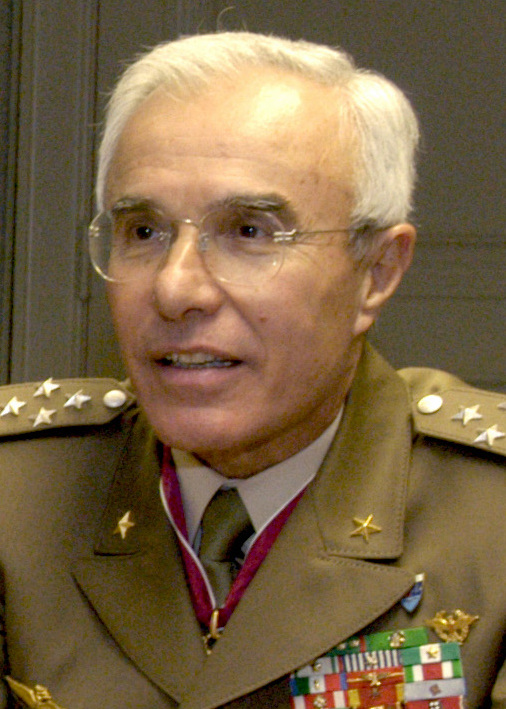
Rolando Mosca Moschini (2003)

Rolando Mosca Moschini (sprich Moskini; * 9. März 1939 in Terni, Umbrien) ist ein italienischer General im Ruhestand. Er war u. a. Generalstabschef der italienischen Streitkräfte und Vorsitzender des Militärausschusses der EU. Von 2006 bis 2022 diente Mosca Moschini dem italienischen Staatspräsidenten als Berater für militärische Angelegenheiten.

## Werdegang
Mosca Moschini ist Sohn eines italienischen Offiziers. Sein Vater fiel im Zweiten Weltkrieg in Nordafrika. Mosca Moschini besuchte das Militärgymnasium Nunziatella in Neapel, an dem er 1957 das Abitur machte. Danach wurde er bis 1961 an der Militärakademie in Modena und Turin zum Offizier ausgebildet. Später studierte Mosca Moschini noch Soziologie und internationale Beziehungen. Nach Abschluss eines Lehrganges an der Artillerieschule in Bracciano diente er von 1962 bis 1968 bei zwei Artillerieregimentern in Norditalien, u. a. als Batteriechef. Von 1968 bis 1971 absolvierte Mosca Moschini an der Führungsakademie des Heeres in Civitavecchia einen Generalstabslehrgang, danach diente er kurz bei einem Korpsstab und kam dann im Rahmen eines Austauschprogrammes von 1972 bis 1974 zum Stab der 3. Infanteriedivision der British Army nach Großbritannien.
Nach seiner Rückkehr nach Italien arbeitete er beim Generalstab des Heeres in Rom und übernahm dann das Kommando über ein Artilleriebataillon im Friaul. Von 1980 bis 1983 war Mosca Moschini italienischer Militärattaché in London, danach ein Jahr Kommandeur der Panzerbrigade Vittorio Veneto in Triest. In den Jahren danach war er wiederum beim Heeresgeneralstab tätig. Von 1987 bis 1989 befehligte er die Brigade Granatieri di Sardegna in Rom und besuchte dann dort bis 1990 die Führungsakademie der Streitkräfte (CASD). Im Anschluss daran leitete er die Operationsabteilung (G3) des Heeresgeneralstabs, wo er sich u. a. mit dem Flüchtlingsfluss aus Albanien, mit der Sicherung kritischer Einrichtungen während des Zweiten Golfkrieges und mit einem Hilfseinsatz italienischer Truppen im Nordirak (kurdische Flüchtlinge) zu beschäftigen hatte.

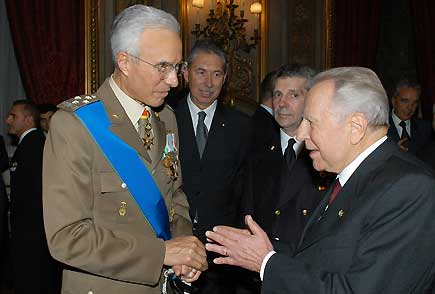
General Mosca Moschini mit Carlo Azeglio Ciampi

Von 1991 bis 1993 bekleidete er das Amt eines stellvertretenden Generalsekretärs des nachrichtendienstlichen Koordinierungsorgans CESIS, danach war er bei der italienischen UNO-Vertretung in New York tätig, u. a. als Mitglied der italienischen Delegation beim Weltsicherheitsrat (95/96). Nachdem er in Italien kurz das III. Korps in Mailand befehligt hatte, wurde er 1997 Chef der Guardia di Finanza, einer militärisch organisierten Polizeitruppe des italienischen Finanzministeriums.
Am 1. April 2001 wurde Rolando Mosca Moschini Nachfolger von General Mario Arpino auf dem Posten des Generalstabschefs der italienischen Streitkräfte. Das Amt des Generalstabschefs bekleidete Mosca Moschini bis zum 9. März 2004, als er von Admiral Giampaolo Di Paola abgelöst wurde. Am 9. April 2004 übernahm Mosca Moschini den Vorsitz im EU-Militärkomitee in Brüssel, den er bis zum 6. November 2006 innehatte.
General Rolando Mosca Moschini blieb danach trotz seines Alters im aktiven Dienst und diente als Militärberater dem italienischen Staatspräsidenten, der gemäß der italienischen Verfassung Vorsitzender des Obersten Verteidigungsrates (Consiglio Supremo di Difesa) und oberster Befehlshaber der italienischen Streitkräfte ist. Zuletzt hatte Mosca Moschini als General im Ruhestand noch die Funktion eines Sekretärs des Obersten Verteidigungsrates; diese gab er im Februar 2022 ab und schied damit definitiv aus dem Staatsdienst aus.

## Auszeichnungen
- 2002: Großes Silbernes Ehrenzeichen am Bande für Verdienste um die Republik Österreich[1]
- Großes Bundesverdienstkreuz mit Stern
- Großoffizier des Verdienstordens des Großherzogtums Luxemburg
- Großkreuz des Verdienstordens der Italienischen Republik
- Großkreuz des Verdienstordens Pro Merito Melitensi
- Kommandeur des Ordens Legion of Merit
- Großkreuz des Verdienstordens der Republik Ungarn
- 2010: National Order of Merit